# Proterocara
Proterocara è un genere estinto di pesci ossei appartenente alla famiglia dei Cichlidae, vissuto durante l’Eocene nell’odierna Argentina. È rappresentato dalla sola specie conosciuta, Proterocara argentina.

## Descrizione
Due autapomorfie permettono di distinguere Proterocara argentina da altri ciclidei fossili e attuali: il ramo ascendente del premascellare è lungo quanto il ramo dentato e la linea laterale dorsale si estende sulla pinna caudale tra i raggi caudali D2 e D3.

## Scoperta e classificazione
La specie Proterocara argentina è stata descritta da Maria C. Malabarba, Oscar Zuleta e Cecilia Del Papa nel 2006. Il fossile proviene dalla Formazione Lumbrera, l’unità più alta del sottogruppo Santa Bárbara del Gruppo Salta, affiorante nel nord-ovest dell’Argentina. La formazione è composta da sedimenti clastici fini di colore rosso mattone, con intercalazioni di livelli fangosi verdi noti come Faja Verde. L’esemplare di Proterocara argentina è stato rinvenuto nella parte centrale della Faja Verde II, presso la località di Alemania. I sedimenti sono datati all’Eocene e suggeriscono un ambiente di tipo lacustre, in accordo con le abitudini delle specie viventi della famiglia Cichlidae, che abitano prevalentemente acque dolci e calme.
L’unico esemplare noto è conservato come impronta in positivo e negativo. Un’analisi filogenetica basata su una matrice comprendente 51 taxa e 91 caratteri, colloca Proterocara argentina come sister group del clado che include le sottofamiglie Cichlasomatinae e Geophaginae. La sua posizione si basa su tre caratteri condivisi: processo articolare del premascellare moderatamente distinto, primo arco emale situato sull’ultima vertebra addominale e presenza di 13–14 raggi nella pinna pettorale.